# سیارک ۱۵۹۸۲۷
سیارک ۱۵۹۸۲۷ (به انگلیسی: 159827 Keithmullen، نامگذاری:2003TD2) صد و پنجاه و نه هزار و هشتصد و بیست و هفتمین سیارک کشف شده‌است که در ۴ اکتبر ۲۰۰۳ کشف شد.